# Sporidiobolus salmonicolor
Sporidiobolus salmonicolor är en svampart som beskrevs av Fell & Tallman 1981. Sporidiobolus salmonicolor ingår i släktet Sporidiobolus och familjen Sporidiobolaceae.   Inga underarter finns listade i Catalogue of Life.